# Astyanax superbus
Astyanax superbus är en fiskart som beskrevs av Myers 1942. Astyanax superbus ingår i släktet Astyanax och familjen Characidae. Inga underarter finns listade.